# Любушская бригада Войск охраны пограничья
Любушская бригада Войск охраны пограничья (пол. Lubuska Brygada Wojsk Ochrony Pogranicza) или Любушская бригада ВОП (пол. Lubuska Brygada WOP, сокращённо LBWOP) – соединение (территориальная бригада) Войск охраны пограничья, существовавшее в 1958—1989 годах.

## История бригады
В соответствии с распоряжением министра внутренних дел ПНР под номером 075/58 от 22 апреля 1958 года существовавшая 9-я бригада ВОП была преобразована в 9-ю Любушскую бригаду ВОП. В 1961 году командование присвоило бригаде позывной «Рефрен» (пол. Refren).
31 мая 1968 года в соответствии с распоряжением командующего ВОП №015/WOP от 25 марта 1968 года бригада была преобразована, сменив номер штата с 352/70 на 33/11. Личный состав бригады на тот момент насчитывал 2823 солдата и 51 гражданское лицо.
Расформирована в октябре 1989 года. На базе командования бригады был образован Учебный центр ВОП (пол. Ośrodek Szkolenia WOP). Левое побережье реки Нысы-Лужицкой контролировалось уже Лужицкой бригадой ВОП в Силезской Любани, правое побережье — Поморской бригады ВОП в Щецине.

## Организационная структура бригады
В состав бригады входили:
- Командование, штаб и отделы командования (Кросно-Оджаньске)
- 91-й батальон ВОП[пол.] (Туплице[пол.])
- 92-й батальон ВОП[пол.] (Губин)
- 93-й батальон ВОП[пол.] (Слубице)

В 1976 году пограничные вышки и пункты пограничного контроля перешли непосредственно в подчинение штабу бригады. На месте батальонов были расквартированы:
- Учебное отделение (Слубице)
- Учебное отделение (Губин)
- резервный батальон (Туплице)

## Командование бригады
| Командиры бригады                       | Командиры бригады               |
| --------------------------------------- | ------------------------------- |
| полковник Станислав Чеславский          | 1 декабря 1956 — 5 февраля 1963 |
| полковник Казимеж Верон                 | 6 февраля 1963 — 17 июня 1970   |
| полковник Валериан Миколайчак           | 18 июня 1970 — 18 июня 1982     |
| полковник Анджей Журек                  | 16 декабря 1982 — 1989          |
| Начальники отдела пограничного контроля |                                 |
| капитан Лонгин Василевич                |                                 |
| майор Рудольф Волковский                |                                 |
| майор Владислав Квинта                  |                                 |
| подполковник Тадеуш Стыла               |                                 |
| подполковник Станислав Квинта           |                                 |
| подполковник Вальдемар Маркун           |                                 |

## Символы бригады
Зелёногурский воеводский комитет по празднованию 20-летия Народного Войска Польского предложил в связи с изменением образца воинских штандартов создать новый штандарт для Любушской бригады ВОП. 21 июля 1963 года перед зданием Зеленогурского воеводского комитета Польской объединённой рабочей партии состоялась церемония передачи штандарта. Его из рук командующего Войсками охраны пограничья получил командир Любушской бригады Войск охраны пограничья полковник Казимеж Верон, передав его затем на пост охраны.

## Награды бригады

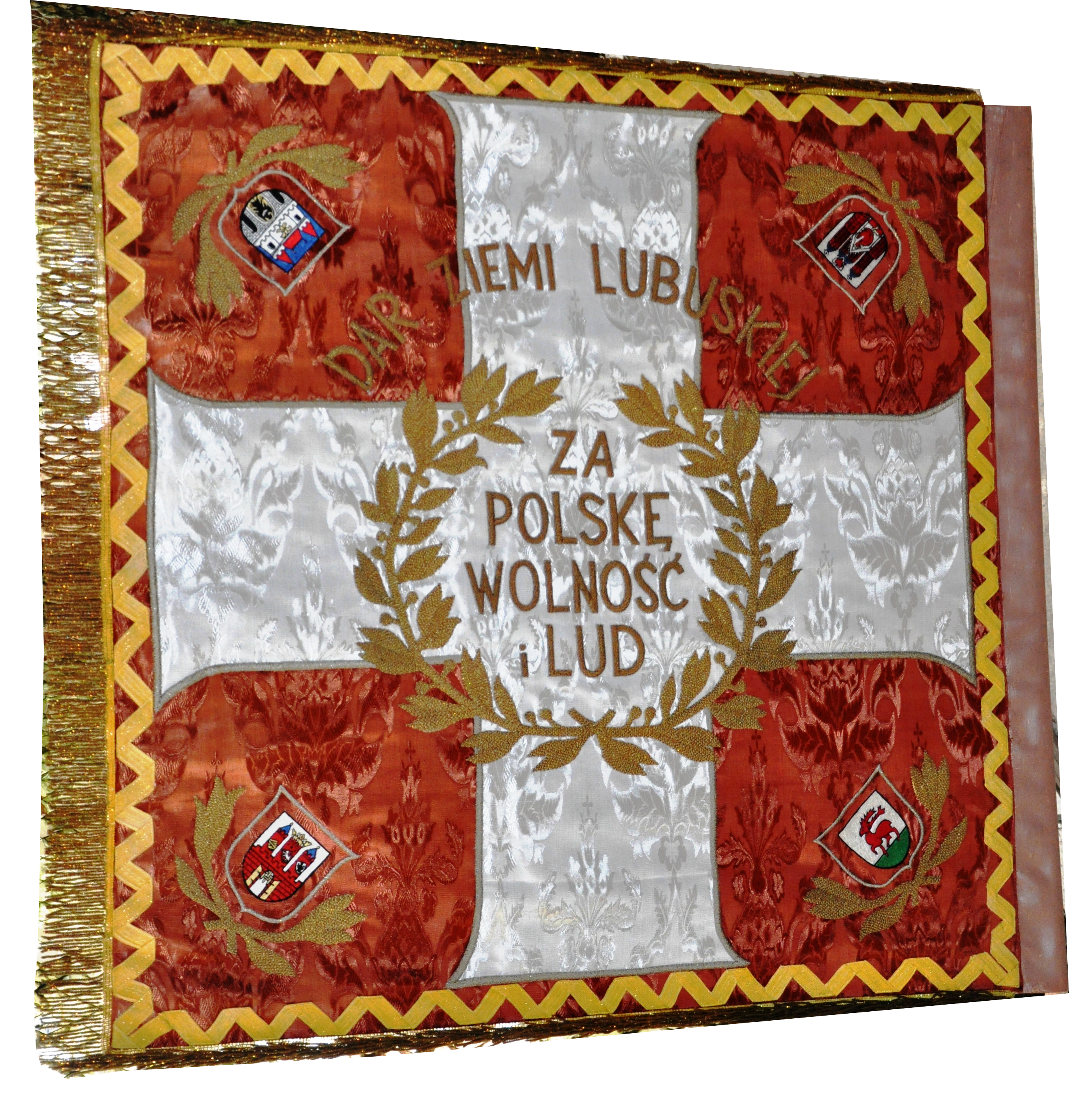
Штандарт бригады с надписью «Дар земли Любушской» и девизом «За Польшу, свободу и народ»

- Золотой почётный знак «За заслуги в развитии Зелёногурского воеводства» — 1965[6]
- Нагрудный знак 1000-летия польского государства (1966)
- Золотой знак Союза добровольческих пограничных стражей (1969)
- Знак «За заслуги перед Союзом борцов за свободу и демократию»[пол.] (1969)
- Крест «За заслуги перед Союзом польских харцеров»[пол.] (1971)
- Памятная медаль 25-летия ORMO (1971)
- Медаль «За заслуги в охране границ ПНР» (1973)
- Бронзовая медаль 30-летия ПНР (1973)
- Памятная медаль 200-летия Эдукационной комиссии (1974)
- Золотой знак «Заслуженный деятель Лиги защиты страны»[пол.] (1974)
- Заслуженный почётный донор крови Польского Красного Креста (1975)
- Медаль «За заслуги перед Лигой защиты страны» (1977)
- Золотой почётный знак «За заслуги перед Гожувским воеводством» (1978)
- Памятная медаль по случаю 35-летия Народного Войска Польского (1978)

## Галерея

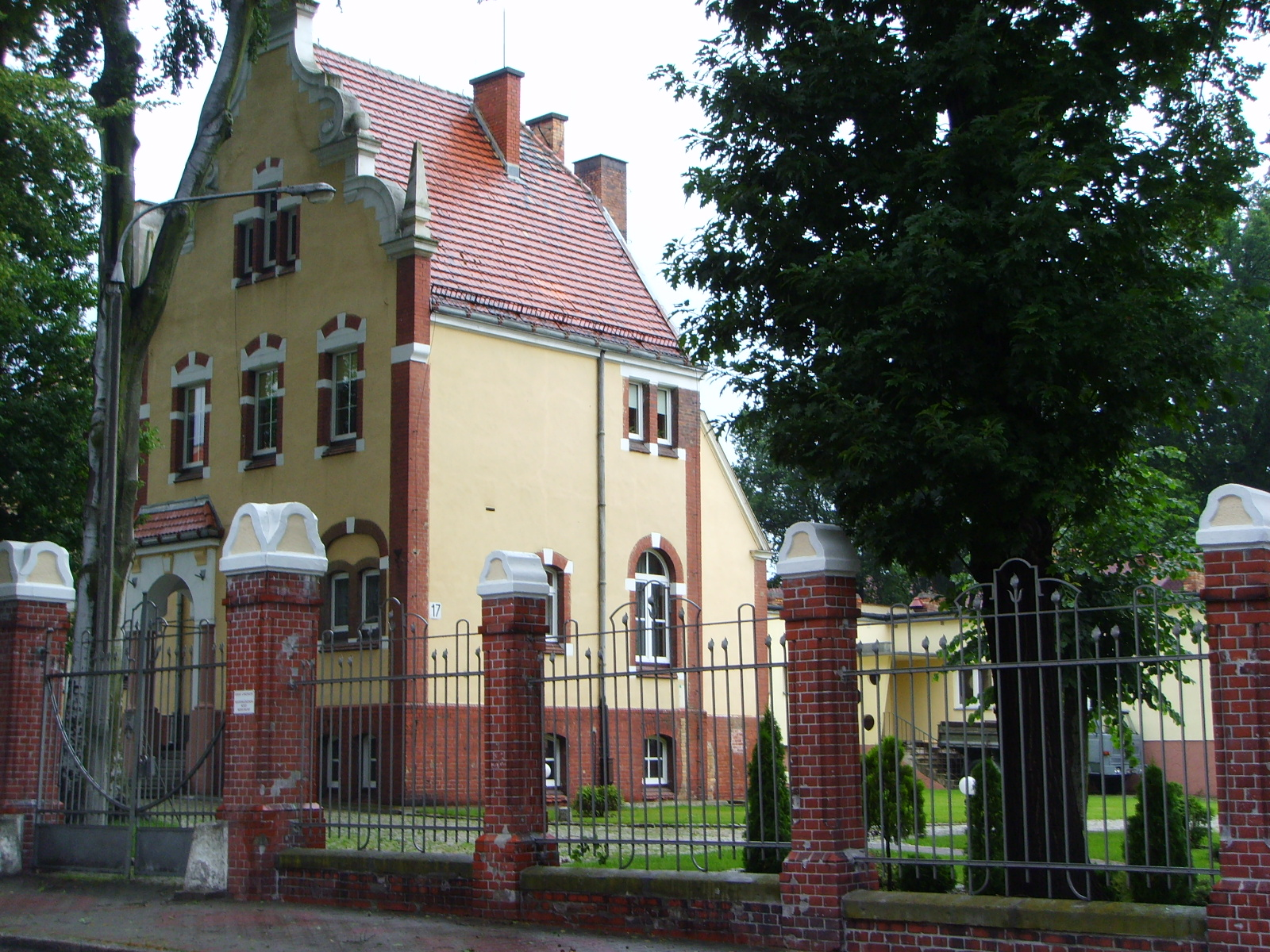
Казармы бригады в Кросно-Оджаньске
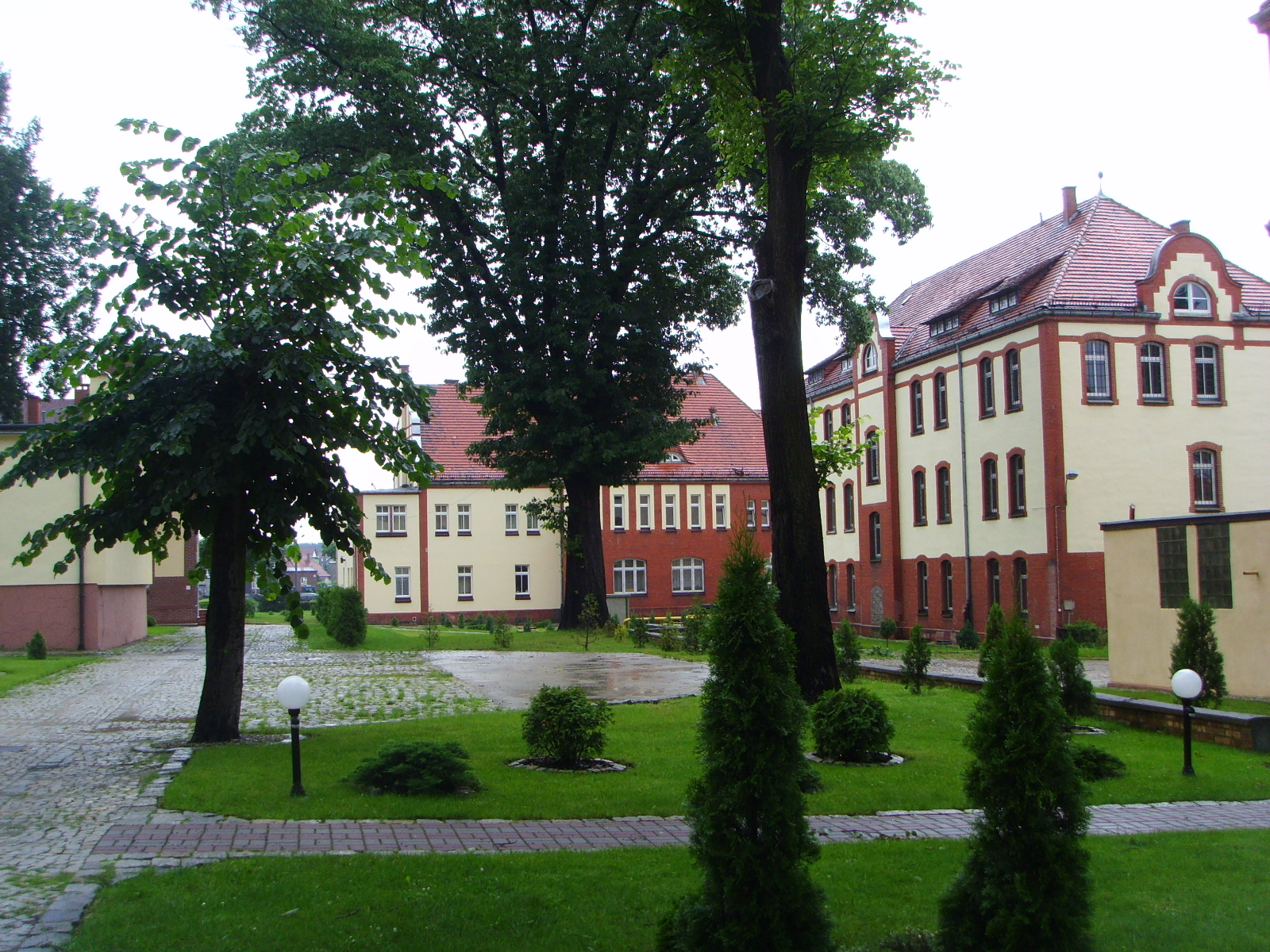
Казармы бригады в Кросно-Оджаньске
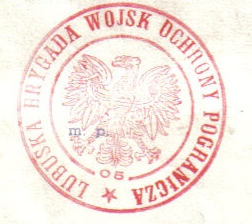
Печать Любушской бригады ВОП
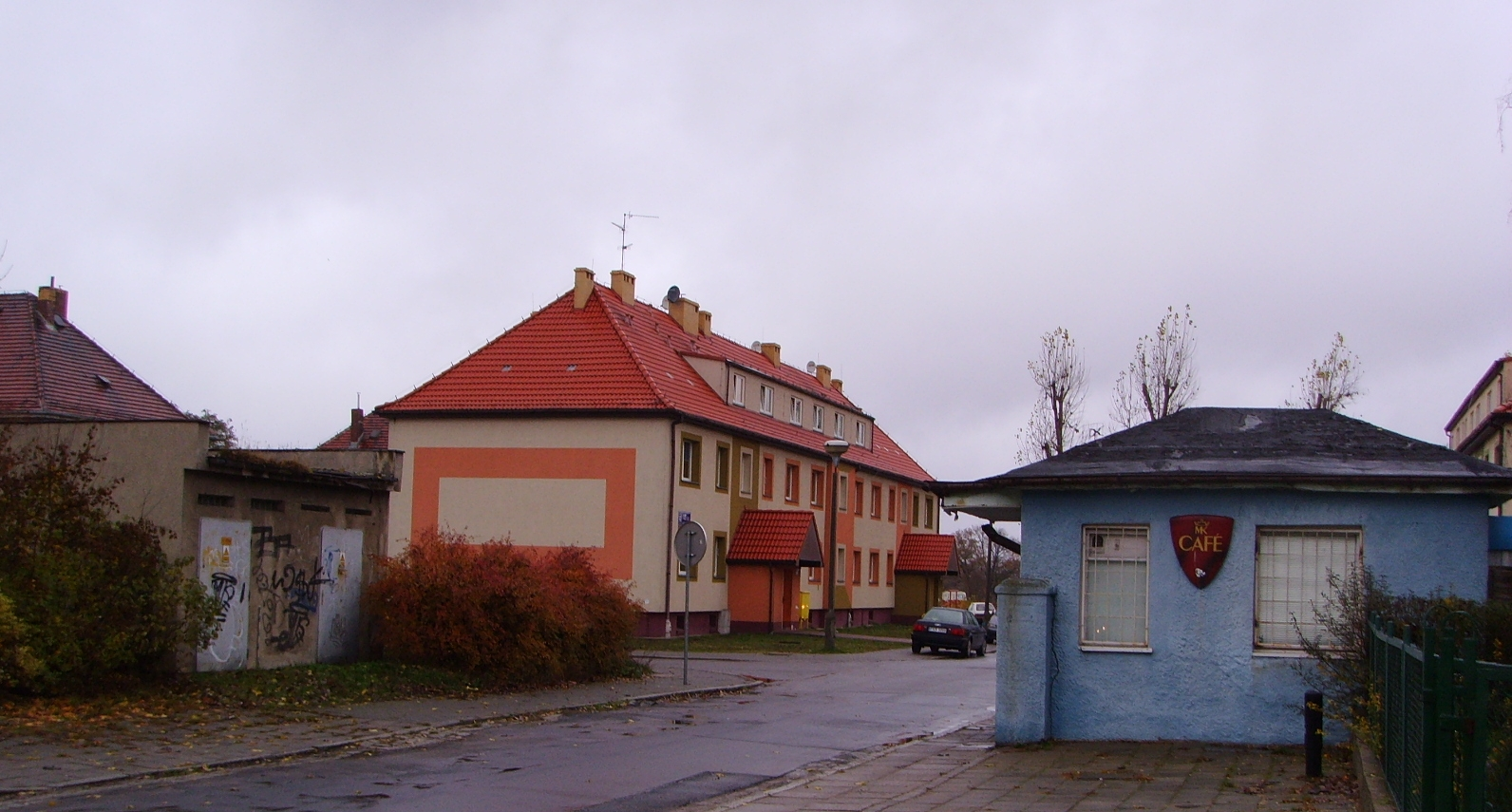
Старые казармы в Губине
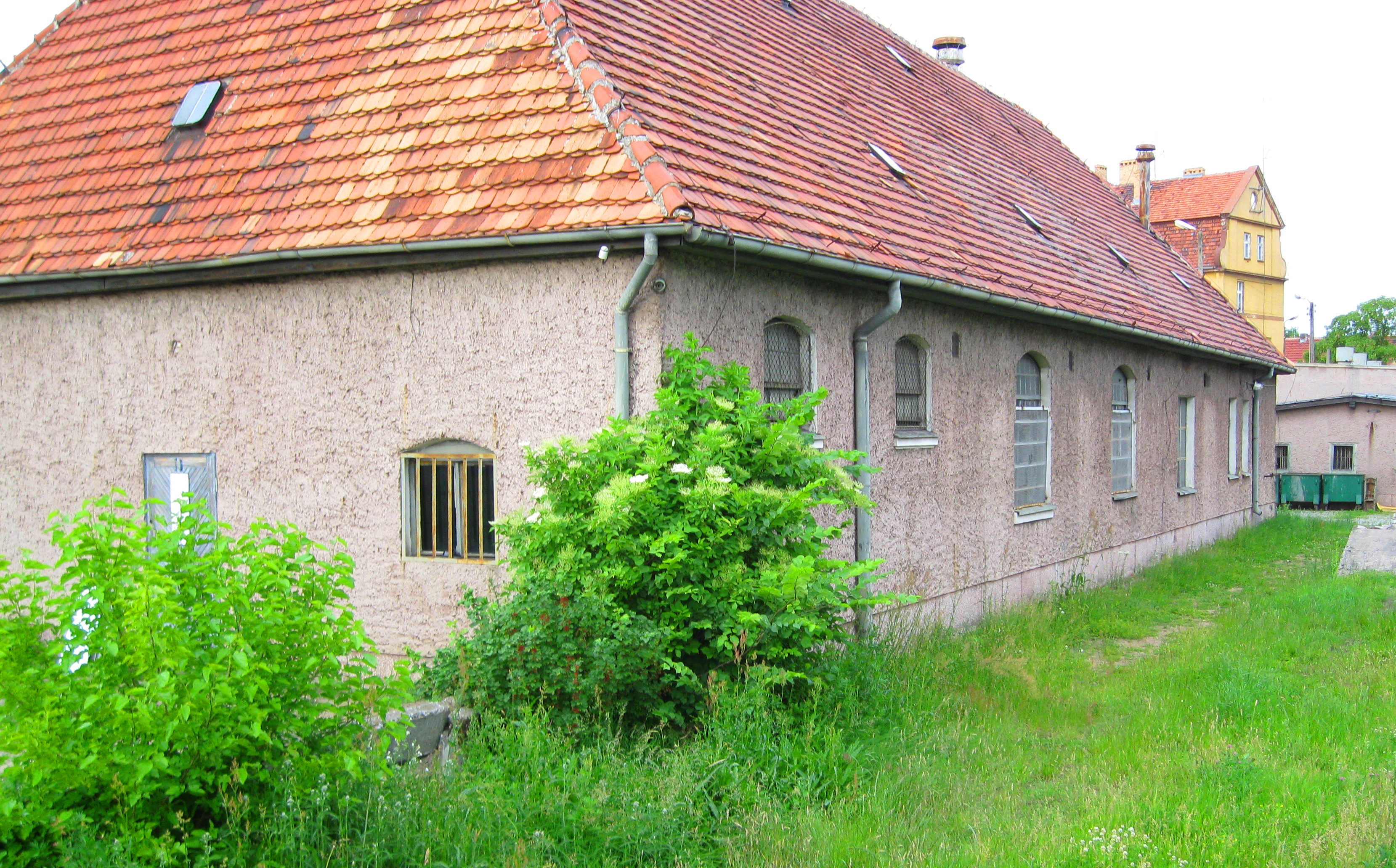
Старый склад в Слубицах
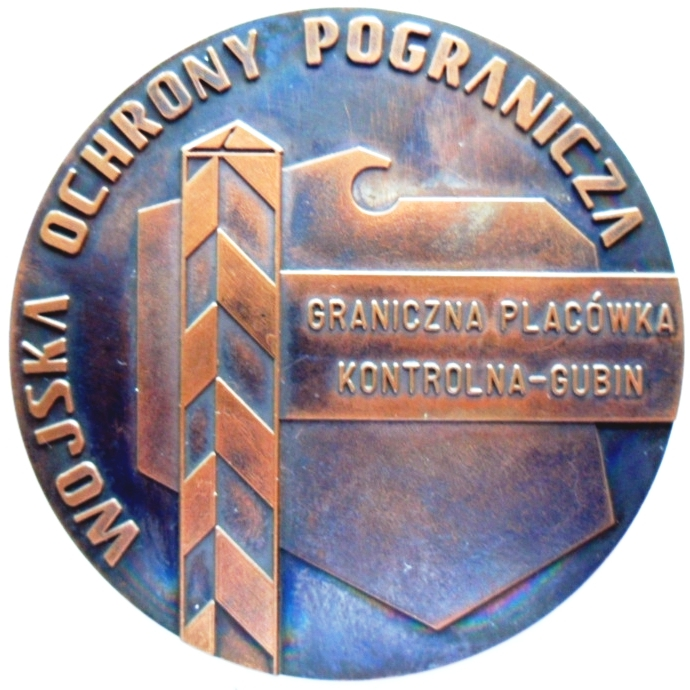
Памятная медаль КПП Губин
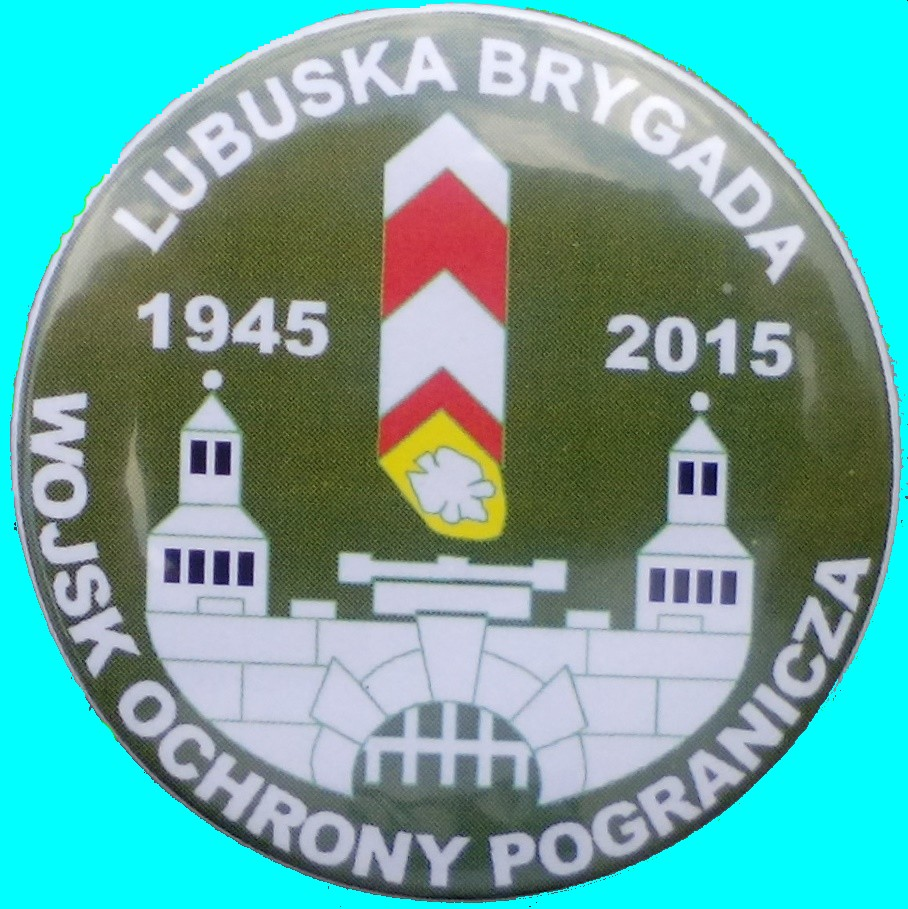
Памятный знак Любушской бригады по случаю 70-летия образования ВОП